# Roberto Malgesini
Padre Roberto Malgesini (Morbegno, 14 de agosto de 1969 – Como, 15 de setembro de 2020) foi um padre italiano morto por um homem que sofria de problemas mentais a quem prestava ajuda.
Don Roberto Malgesini nasceu em Morbegno, formou-se contador e trabalhou durante três anos no Banca Popolare di Sondrio. Animador na paróquia de Sant'Ambrogio de Regoledo di Cosio, desenvolveu a ideia de ingressar no Seminário. Depois do ano preparatório em Brescia, em 1992 iniciou a formação para o sacerdócio; tornou-se diácono em 1997 em Sondrio e exerceu nos meses seguintes o ministério nas comunidades de Socco e Bulgorello. Em 13 de junho de 1998 foi ordenado sacerdote por Mons. Alessandro Maggiolini, bispo de Como, que o nomeou vigário paroquial primeiro em Gravedona e depois em Lipomo. Em 2008 iniciou uma experiência de atendimento aos mais pobres na igreja de San Rocco em Como com um grupo de voluntários e também arriscou uma multa por ter distribuído café da manhã a moradores de rua.
Na manhã de 15 de setembro de 2020, enquanto se preparava para a habitual distribuição de uma refeição quente aos pobres, foi morto com 25 facadas debaixo da casa onde morava, na Piazza San Rocco, em Como, por Ridha Mahmoudi, (um dos os sem-abrigo que atendia), de origem tunisina, formada pouco depois na estação Carabinieri.
O relatório realizado por Nicola Molteni confirma que o homem, no momento do assassinato, era capaz de compreender e querer.
O funeral de Malgesini, presidido pelo bispo mons. Oscar Cantoni, ocorreu em 18 de setembro em Regoledo di Cosio onde foi sepultado. No dia 19 de setembro, na catedral de Como, o cardeal Konrad Krajewski, esmoleiro de Sua Santidade, presidiu a celebração em memória de padre Malgesini.